# Arrondissement Thionville-Ouest

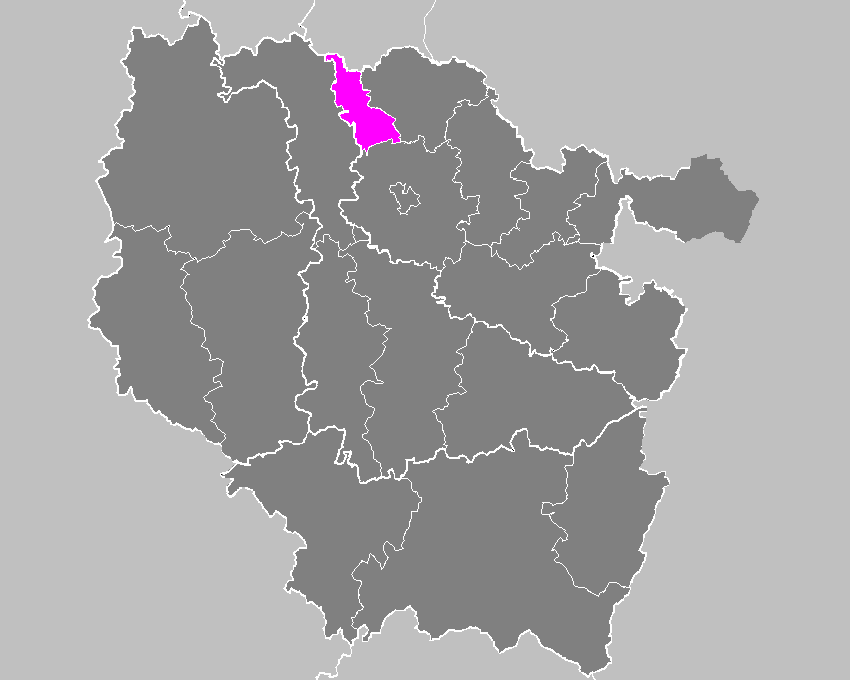
Lage in Lothringen

Das Arrondissement Thionville-Ouest (deutsch Landkreis bzw. Kreis Diedenhofen-West) war eine Verwaltungseinheit des Départements Moselle in der französischen Region Lothringen. Hauptort (Sitz der Unterpräfektur) war Thionville (deutsch Diedenhofen), das außerhalb des Arrondissements lag.
Es bestand aus 6 Kantonen und 30 Gemeinden. Die Fläche betrug 255 Quadratkilometer, die Einwohnerzahl (2011) 121.156, die Bevölkerungsdichte 475 Einwohner pro Quadratkilometer. Am 1. Januar 2015 wurde es mit dem Arrondissement Thionville-Est zum neuen Arrondissement Thionville zusammengeschlossen.

## Kantone
- Algrange
- Fameck
- Florange
- Fontoy
- Hayange
- Moyeuvre-Grande

## Gemeinden
- Algrange
- Angevillers
- Audun-le-Tiche
- Aumetz
- Boulange
- Clouange
- Fameck
- Florange
- Fontoy
- Gandrange
- Havange
- Hayange
- Knutange
- Lommerange
- Mondelange
- Moyeuvre-Grande
- Moyeuvre-Petite
- Neufchef
- Nilvange
- Ottange
- Ranguevaux
- Rédange
- Richemont
- Rochonvillers
- Rosselange
- Russange
- Serémange-Erzange
- Tressange
- Uckange
- Vitry-sur-Orne

## Geschichte
Das Arrondissement Thionville-Ouest ging 1919 aus dem Kreis Diedenhofen-West hervor. Seit 1922 wird es vom Unterpräfekten von Thionville-Est mitverwaltet.